# Juande (Fußballspieler, 1999)
Juande (* 7. Juli 1999 in Córdoba; bürgerlich Juan de Dios Rivas Margalef) ist ein spanischer Fußballspieler. Der Innenverteidiger steht beim Zweitligisten FC Málaga unter Vertrag.

## Karriere
Der in Córdoba geborene Juande stieß im Jahr 2014 in die Jugendabteilung des FC Málaga. In der Saison 2018/19 begann der Innenverteidiger für die Reservemannschaft Atlético Malagueño in der drittklassigen Segunda División B zu spielen. Dort absolvierte er bereits in seiner ersten Spielzeit 33 Ligaspiele, musste mit der Auswahl aber den Abstieg in die Tercera División antreten.
Auch die nächste Saison begann er in der Reserve, bereits im Oktober 2019 war er jedoch erstmals im Spieltagskader der ersten Mannschaft gelistet. Am 14. Januar 2020 (23. Spieltag) gab er beim 1:0-Heimsieg gegen die SD Ponferradina sein Debüt in der zweithöchsten spanischen Spielklasse. Im Anschluss an die Zwangspause aufgrund der COVID-19-Pandemie wurde er regelmäßig eingesetzt und konnte so die Spielzeit 2019/20 mit neun Ligaeinsätzen abschließen.
Am 6. August 2020 unterzeichnete er seinen ersten professionellen Vertrag und wurde endgültig in die erste Mannschaft befördert. Dort zählte er in der darauffolgenden Saison 2020/21 bereits seit Beginn an zum Stammpersonal in der Innenverteidigung. Am 22. Oktober 2020 (7. Spieltag) erzielte er beim 1:0-Heimsieg gegen Sporting Gijón seinen ersten Pflichtspieltreffer für die Albicelestes. Einen Monat später (15. Spieltag) gelangen ihm im heimischen Estadio La Rosaleda in der zweiten Spielhälfte zwei Tore, womit er dem gegnerischen CD Lugo nach einem 0:2-Rückstand in Unterzahl noch einen Punkt abknöpfen konnte.